# Burg Münchweiler
Die Burg Münchweiler ist eine abgegangene Burg in der Gemeinde Glan-Münchweiler im Landkreis Kusel in Rheinland-Pfalz.
Die Burg wurde erstmals 1344 urkundlich erwähnt und nochmals 1363. Raugraf Philipp trug 1344 dem Erzbischof Balduin von Trier seinen neu errichteten burglichen Bau zu Münchweiler als ligisches Offenhaus zu Lehen auf. Raugraf Philipp diente 1363 der Stadt Metz in einer Fehde mit seinen Bewaffneten und seinen Festungen, darunter Münchweiler. Weitere schriftliche oder archäologische Zeugnisse für die Burg sind nicht bekannt.
Die Lage der Burgstelle ist unbekannt. Ein Abriss der Ortsgeschichte interpretiert den burglichen Bau als befestigten Ortskern.